# Les Paul

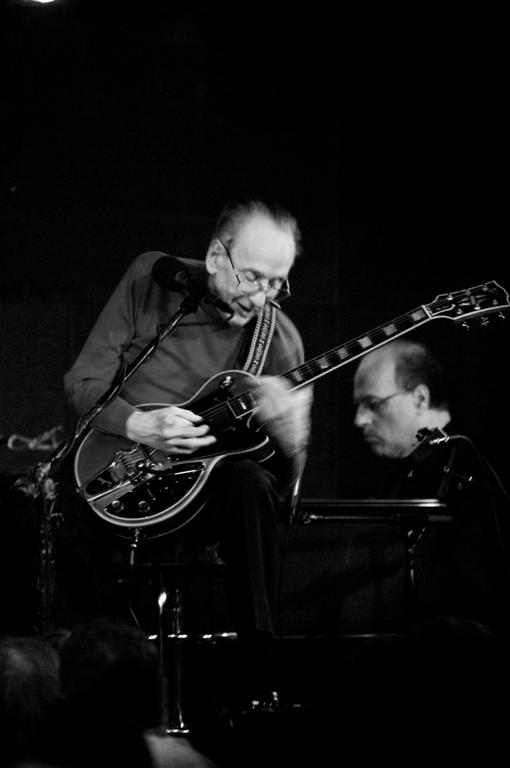
Les Paul em um show

Les Paul (nome artístico de Lester William Polsfuss; Waukesha, 9 de junho de 1915 — White Plains, 12 de agosto de 2009) foi um virtuoso guitarrista e pioneiro no desenvolvimento de técnicas e instrumentos musicais elétricos. Foi considerado o 18º melhor guitarrista do mundo pela revista norte-americana Rolling Stone.

## Carreira
Começou a se interessar por música aos oito anos de idade, quando começou a tocar gaita. Logo aprendeu banjo e posteriormente guitarra. Aos 13 anos de idade já era guitarrista de música country e já tocava profissionalmente.
Após participar de algumas bandas, Paul lançou seus dois primeiros discos em 1936: um deles com o nome de Rhubarb Red, e outro como músico da banda de Georgia White. Aos poucos Les Paul adquiria fama e surpreendia o mundo inteiro por seu talento fantástico com o instrumento e sua virtuosidade e velocidade anormal nos solos, que até os dias atuais surpreende a todos que o ouvem.

## Guitarras

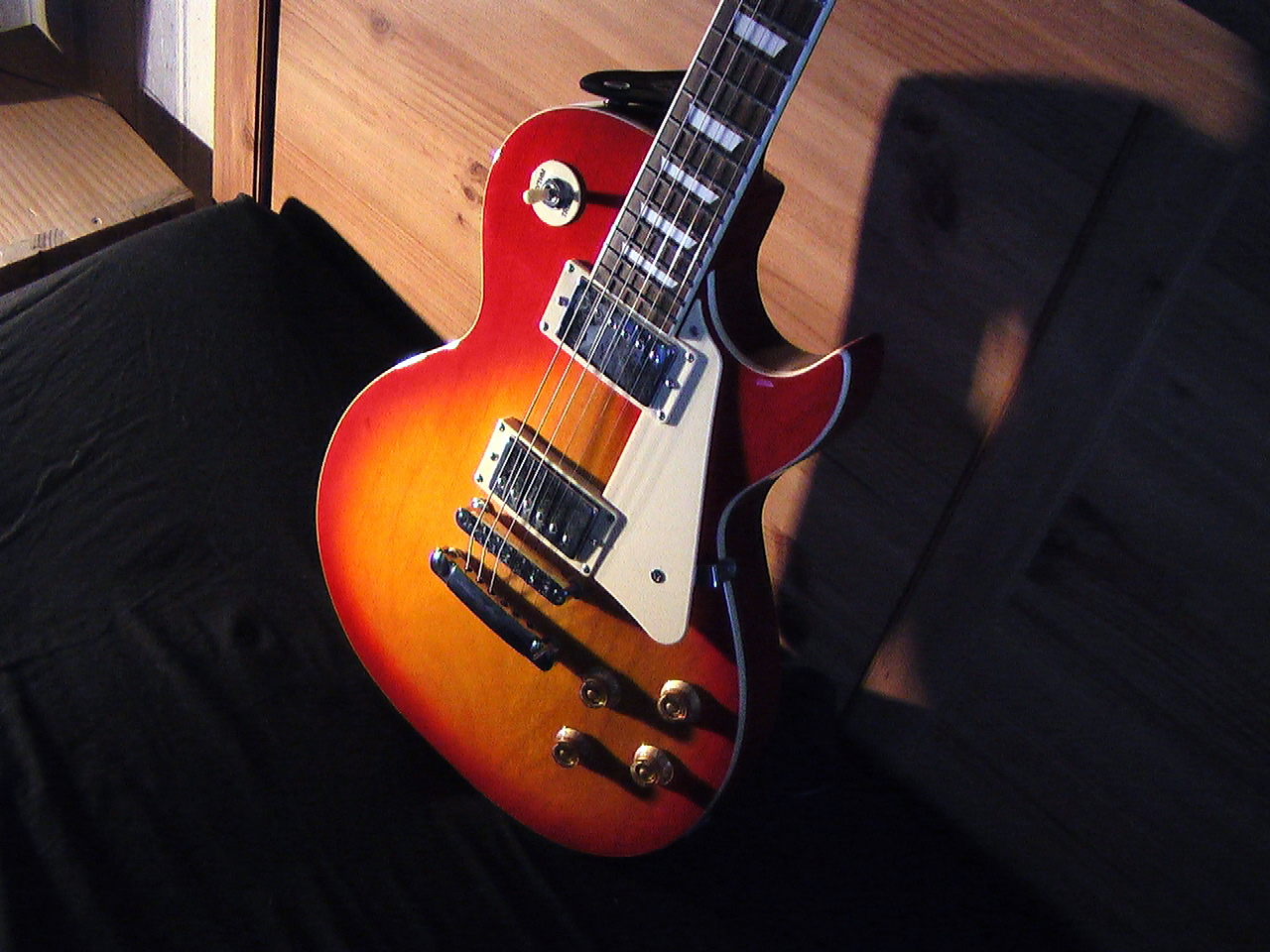
Uma guitarra Les Paul.

Após anos tocando fabricando suas próprias guitarras e inovando com novos modelos e características de fabricação, cria uma das primeiras guitarras com corpo de madeira sólido. A Gibson Guitar Corporation fabricou algumas dessas guitarras, mas não quis assiná-las com logo da marca. Após alguns anos, a fabricante mudou de ideia.

## Gravação multicanal
Les Paul foi também o criador da gravação multicanal. Em 1948, a Capitol Records lançou uma gravação que havia começado como um experimento na garagem de Paul, intitulada "Lover (When You're Near Me)", na qual Paul tocou oito partes diferentes na guitarra, algumas gravadas em meia velocidade, portanto soando no dobro da velocidade quando tocadas normalmente para a produção da gravação master. A canção "Brazil", similarmente gravada, estava no lado B.
Esta foi a primeira vez que uma gravação multicanal foi realizada. Estas gravações não foram feitas com fita magnética, mas com discos de acetato. Paul gravava uma trilha em um disco e então gravava a si mesmo tocando uma segunda parte junto com o disco em um segundo disco e assim sucessivamente. Ele construiu a gravação multicanal com trilhas sobrepostas, ao invés de paralelas como ele mesmo fez mais tarde. Até chegar em um resultado com o qual estava satisfeito, ele descartou aproximadamente 500 discos de acetato.

## Morte
Em 12 de agosto de 2009, Paul morreu de complicações de pneumonia no White Plains Hospital (em White Plains - Nova Iorque). Sua família e seus amigos estavam ao seu lado, Paul deixou quatro filhos e sua esposa Arlene Palmer.
Ao saber da sua morte, muitos artistas e músicos homenagearam-no e expressaram publicamente sua tristeza. O guitarrista do Guns N' Roses, Slash, o chamou de "vibrante e cheio de energia positiva". O guitarrista do U2, The Edge, disse: "Seu legado como músico e inventor vai viver e sua influência sobre o rock nunca será esquecida".
Em 21 de agosto de 2009, ele foi enterrado em Waukesha no Cemitério Prairie Home, indicando que seu túmulo seria uma área onde os visitantes pudessem facilmente visualizar. Tal como o seu funeral, em Nova Iorque em 19 de agosto, o enterro foi privado, mas no início do dia uma exibição pública de memorial do caixão fechado foi realizada em Milwaukee no Discovery World, com 1 500 pessoas a quem foi oferecida a admissão livre a Les Paul House of Sound.

## Comemoração do 96º aniversário
No dia 9 de junho de 2011 a pagina inicial do site Google apresentou um doodle (logotipo comemorativo) interativo em forma de guitarra onde era possível tocar utilizando o mouse ou o teclado. Após a data o doodle foi adicionado a pagina de doodles do Google para acesso a qualquer momento. As musicas além de serem escutadas também podem ser salvas para serem compartilhadas.